# Frieda Sternberg

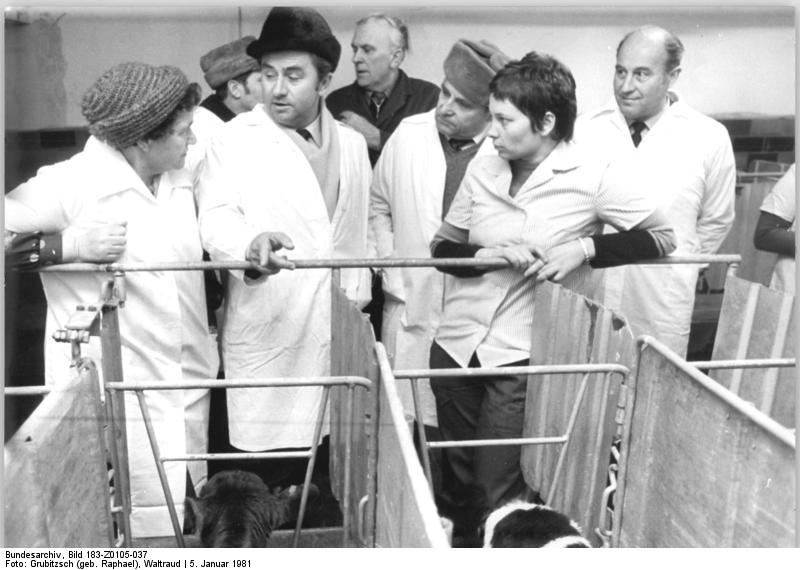
LPG-Vorsitzende Sternberg (l.) mit Landwirtschaftsminister Heinz Kuhrig (2. v. l)

Frieda Sternberg geb. Kühn (* 3. März 1920 in Aszlauken, Kreis Stallupönen, Ostpreußen; † 31. Dezember 2009 in Bennewitz) war Mitbegründerin und ehemalige LPG-Vorsitzende der LPG „Ernst Thälmann“ in Bennewitz bei Wurzen.
Sternberg kam in Ostpreußen auf die Welt. Ihr Vater arbeitete als Zimmermann im Ruhrgebiet und machte Frieda Sternberg bei seinen Heimataufenthalten mit sozialistischen Ideen bekannt. Ihre Mutter starb, als sie 19 Jahre alt war. Sie trat 1945 in die SPD ein und wurde nach der Vereinigung von SPD und KPD Mitglied der SED. Im August 1953 gründete sie zusammen mit sechs anderen Landarbeitern die LPG „Ernst Thälmann“. Sie war damit die erste Frau, die eine LPG in der DDR leitete.
1954 bis 1958 und 1963 bis 1989 war sie Kandidat des Zentralkomitees der SED. 1968 erhielt sie den Karl-Marx-Orden und 1985 den Vaterländischen Verdienstorden in Gold verliehen. Der Autor Helmut Sakowski ließ sie leicht verfremdet in seinen beiden Romanen „Wege übers Land“ und „Daniel Druskat“ auftreten.